# Фра Анджелико
Фра Анджелико (на италиански: Fra Beato Angelico) или Фра Джовани да Фиезоле, роден като Гуидо ди Петро е италиански художник от Ранния Ренесансз, доминикански сиромах, описан от Джорджори Вазари като имащ „изключителен и завършен талант“.
Наричали са го Беато (Благословения) Анджелико, „дарен с вдъхновение да води свят живот“.За творчеството на Фра Анджелико е характерна простота на цветовите решения, граничеща с наивност, мек лиризъм, свойствен на много майстори от куатроченто, широко използване на позлата.
Изключителното изящество и финес на неговите творби оказват значително въздействие върху италианската живопис.Фра Анжелико е учител на Беноцо Гоцоли, съвместно с когото работи в Рим и Орвието.
Фра Анджеликнко работи за богати меценати като Козимо Медичи, които чрез притежаването на картини искали да покажат богатството си. Затова често той прави златни фонове на творбите си. Използва червения цвят, наречен „цинобър“, защото е един от най-скъпите, но най-престижният е красивият „син“, получаван чрез смилане на полускъпоценни камъни, наречен лапис лазули.
Някои художници, съвременници на Фра Анджелико стават „специалисти“ при правене на картини, които биха направили богатите хора щастливи. Но други художници, като Мазачо били последователи на Джото и рисували по един прост и истински начин. 
Фра Анджелико рисува и по двата начина. За папата или богато семейство поръчващи един олтар, той слага златни, скъпи ярки цветове, но най-известни стават тези без злато и ярки цветове. Това са нежни картини от живота на Исус, които прави за килиите на монасите в манастира „Св. Марко“.
Анджелико умира през 1455 г., в Рим. Погребан е в църквата „Санта Мария сопра Минерва“, където неговият гроб съществува и до наши дни.
Сега паметта на блажения Фра Анджелико се отбелязва на 18 февруари.

## Произведения
Най-известната му картина е „Благовещение“.
- „Розовата градина с куче“, (1430 – 1432. Дърво, темпера. 194х194, Прадо)“, (1434 – 1435. Дърво, темпера. 112х114, Уфици)
- „Noli me tangere“, (ок. 1437 – 1446. Музей Св. Марк, Флоренция)
- „Алекс“, (1440 – 1441. Манастир „Сан Марко“, Флоренция)
- „Страшния съд“, (ок. 1432 – 1435. Дърво, темпера, 105x210. Музей Сан Марко, Флоренция)
- „Разпятие“, (ок. 1435. Лувър, Париж)
- „Снемане от кръст“, (1437 – 1440. Музей Сан Марко, Флоренция, 176x185 см, дърво, темпера)
- „Мадона с Младенеца“, св. Доминик и св Тома Аквински (1424 – 1430, фреска. 196x187)
- „Екатерина от Фиезола“, (1428 – 1430. Манастир Сан Доменико, Фиезола)
- „История на св. Николай“, (1437. Ватиканска пинакотека, Рим)
- „Череп на Адам в подножието на Голгота“, (1435, дърво, темпера. Флоренция. Църква Сан Николо дел Чепо)
- „Разпятие със св. Доминик“, (ок. 1437 – 1446. Фреска, Флоренция. Музей Сан Марко)

## Галерия
- Благовещение, 1430 – 1432, Прадо, Мадрид
- Благовещение (фрагмент от „Изгонване от рая“), 1430 – 1432, Прадо, Мадрид
- Короноване на Мария, 1434 – 1435, Уфици, Флоренция
- Noli me tangere, ок. 1437 – 1446, Музей „Сан Марко“ (Флоренция)
- Страшния съд, (ок. 1432 – 1435. Дърво, темпера, 105x210. Музей „Сан Марко“ (Флоренция)
- „Черепът на Адам в подножието на Голгота“, (1435, дърво, темпера. Флоренция. Църква „Сан Николо дел Чепо“)